# Czapla rudobrzucha
Czapla rudobrzucha (Ardeola rufiventris) – gatunek średniej wielkości ptaka brodzącego z rodziny czaplowatych (Ardeidae), zamieszkującego południową połowę Afryki. Monotypowy; nie jest zagrożony wyginięciem.
MorfologiaDługość ciała 38–39 cm. Upierzenie ciemnoszaro-kasztanowe, dużo ciemniejsze niż u innych gatunków z rodzaju Ardeola.
Zasięg występowaniaWystępuje na terenie dużej części krajów Czarnej Afryki: w Angoli, Botswanie, Burundi, Demokratycznej Republice Konga, Kenii, Lesotho, Malawi, Mozambiku, Namibii, Rwandzie, RPA, Suazi, Tanzanii, Ugandzie, Zambii i Zimbabwe. Generalnie jest to ptak osiadły, choć może lokalnie migrować na sezonowo zalewane obszary.
Ekologia i zachowanieSezon lęgowy ma miejsce podczas pory deszczowej i powodzi. Gniazduje kolonijnie, często razem z innymi gatunkami czapli, bocianami czy wężówkami. Gniazdo umieszcza na niewielkich drzewach (na wysokości do 4 m nad ziemią) lub wśród gęstej roślinności, zwykle w wodzie. Gniazdo to niewielka platforma z trzcin, gałązek i liści. W zniesieniu zazwyczaj 2–4 jaja koloru od niebieskiego do turkusowego. Ich wysiadywaniem zajmują się oboje rodzice przez około 21 dni. Młode są w pełni opierzone po około 24–32 dniach od wyklucia.
Żywi się małymi rybami, żabami, skorupiakami, owadami wodnymi i robakami. Żeruje zazwyczaj za dnia, niekiedy w nocy. Najczęściej żeruje samotnie, czasem w stadach do pięciu osobników, wyjątkowo do 12. Gdy nie żeruje, odpoczywa na drzewach.
StatusMiędzynarodowa Unia Ochrony Przyrody (IUCN) uznaje czaplę rudobrzuchą za gatunek najmniejszej troski (LC – Least Concern). Liczebność światowej populacji, według szacunków, mieści się w przedziale 6700 – 67 000 dorosłych osobników. Globalny trend liczebności nie jest znany.